# Baltský pohár v malém fotbale
Baltský pohár v malém fotbale se koná se od roku 2015 a pořádá ho Evropská federace malého fotbalu (EMF). Na posledním turnaji v Litvě v srpnu 2018 zvítězili poprvé v historii reprezentanti Litvy.

## Turnaje
| Rok  | Hostitel           |          |             |             |              |
| Rok  | Hostitel           | Vítěz    | Druhé místo | Třetí místo | Čtvrté místo |
| ---- | ------------------ | -------- | ----------- | ----------- | ------------ |
| 2015 | Litva (Vilnius)    | Estonsko | Lotyšsko    | Litva       |              |
| 2016 | Estonsko (Tallinn) | Estonsko | Lotyšsko    | Litva       |              |
| 2017 | Lotyšsko (Riga)    | Německo  | Lotyšsko    | Litva       | Estonsko     |
| 2018 | Litva (Alytus)     | Litva    | Estonsko    | Lotyšsko    |              |

## Medailový stav podle zemí do roku 2018 (včetně)
| Pořadí | Země     | Zlato | Stříbro | Bronz | Celkem |
| 1.     | Estonsko | 2     | 1       | 0     | 3      |
| 2.     | Litva    | 1     | 0       | 3     | 4      |
| 3.     | Německo  | 1     | 0       | 0     | 1      |
| 4.     | Lotyšsko | 0     | 3       | 1     | 4      |